# 누가복음 2장

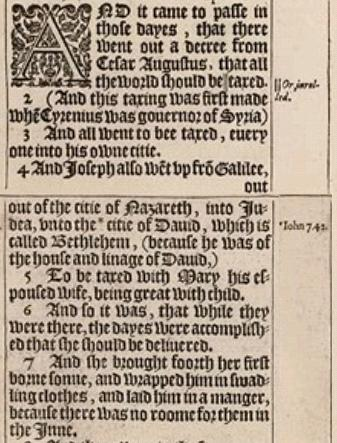
킹 제임스 성경 누가복음 2장 1-7절

누가복음 2장은 신약성경 누가복음의 두 번째 장으로, 전통적으로 사도 바울의 선교 여행 동반자였던 복음사가 누가가 기록한 것으로 알려져 있다. 이 책에는 예수의 베들레헴 탄생 이야기, 그것을 알리고 축하하는 일, 예루살렘 성전에서의 예수 발표, 어린 시절의 사건 등이 담겨 있다. 1~14절은 성탄절 예배 중에 자주 읽혀진다.

## 같이 보기
- 대영광송